# 鞍鋼股份
鞍鋼股份有限公司（簡稱「鞍鋼」）（港交所：0347,深交所：000898）是一家在香港交易所和深圳證券交易所上市的金屬公司。主要業務是生產和銷售冷軋板、鍍鋅板、彩塗板、大型及連軋等鋼材產品。该公司在中華人民共和國註冊，董事長為马俊。
2006年1月，鞍鋼成為首家中國大陸企業實行股權分置改革(股改)並重組資產的上市公司。
根據2006年4月11日的業績公告，鞍鋼在2005年生產鋼材604.73萬噸，員工6,092人。

## 外部連結
- 鞍鋼股份有限公司 （页面存档备份，存于）